# العلاقات الأذربيجانية اللبنانية
العلاقات الأذربيجانية اللبنانية هي العلاقات الثنائية التي تجمع بين أذربيجان ولبنان.

## مقارنة بين البلدين
هذه مقارنة عامة ومرجعية للدولتين:
| وجه المقارنة                                              | أذربيجان        | لبنان                                                                |
| --------------------------------------------------------- | --------------- | -------------------------------------------------------------------- |
| المساحة (كم2)                                             | 86.60 ألف       | 10.45 ألف                                                            |
| عدد السكان (نسمة)                                         | 10.00 مليون     | 6.10 مليون                                                           |
| الكثافة السكانية (ن./كم²)                                 | 115.47          | 583.73                                                               |
| العاصمة                                                   | باكو            | بيروت                                                                |
| اللغة الرسمية                                             | اللغة الأذرية   | اللغة العربية، لغة فرنسية                                            |
| العملة                                                    | مانات أذربيجاني | ليرة لبنانية                                                         |
| الناتج المحلي الإجمالي (بليون دولار)                      | 40.75 مليار     | 51.84 مليار                                                          |
| الناتج المحلي الإجمالي (تعادل القوة الشرائية) بليون دولار | 171.56 مليار    | 81.54 مليار                                                          |
| الناتج المحلي الإجمالي الاسمي للفرد دولار أمريكي          | 5.50 ألف        | 8.05 ألف                                                             |
| الناتج المحلي الإجمالي للفرد دولار أمريكي                 | 17.52 ألف       | 17.46 ألف                                                            |
| مؤشر التنمية البشرية                                      | 0.751           | 0.769                                                                |
| رمز المكالمات الدولي                                      | +994            | +961                                                                 |
| رمز الإنترنت                                              | .az             | .lb                                                                  |
| المنطقة الزمنية                                           | ت ع م+04:00     | ت ع م+02:00، ت ع م+03:00، توقيت شرق أوروبا، توقيت شرق أوروبا الصيفي ‏ |

## منظمات دولية مشتركة
يشترك البلدان في عضوية مجموعة من المنظمات الدولية، منها:
| علم المنظمة | اسم المنظمة                               | تاريخ انضمام أذربيجان | تاريخ انضمام لبنان |
| ----------- | ----------------------------------------- | --------------------- | ------------------ |
|             | منظمة التعاون الإسلامي                    | 1991                  | ?                  |
|             | الاتحاد البريدي العالمي                   | ?                     | ?                  |
|             | يونسكو                                    | 3 يونيو 1992          | 4 نوفمبر 1946      |
|             | البنك الدولي للإنشاء والتعمير             | 18 سبتمبر 1992        | 14 أبريل 1947      |
|             | وكالة ضمان الاستثمار متعدد الأطراف        | 23 سبتمبر 1992        | 19 أكتوبر 1994     |
|             | الاتحاد الدولي للاتصالات                  | 10 أبريل 1992         | 12 يناير 1924      |
|             | منظمة الشرطة الجنائية الدولية             | ?                     | ?                  |
|             | مؤسسة التمويل الدولية                     | 11 أكتوبر 1995        | 28 ديسمبر 1956     |
|             | الأمم المتحدة                             | 2 مارس 1992           | 24 أكتوبر 1945     |
|             | مؤسسة التنمية الدولية                     | 31 مارس 1995          | 10 أبريل 1962      |
|             | منظمة حظر الأسلحة الكيميائية              | ?                     | ?                  |
|             | المركز الدولي لتسوية المنازعات الاستشارية | 18 أكتوبر 1992        | 25 أبريل 2003      |

## وصلات خارجية
- موقع وزارة الخارجية الأذربيجانية